# Bherwerre Trig Point
Der Bherwerre Trig Point ist eine 170 Meter hohe Erhebung und höchster Punkt des australischen Jervis Bay Territory. Die bewaldete Erhebung liegt auf einer Halbinsel in der Tasmansee, auf der Landseite liegt im Bundesstaat New South Wales der See St Georges Basin. Die Erhebung liegt komplett im Booderee-Nationalpark.